# Bultei
Bultei település Olaszországban, Szardínia régióban, Sassari megyében. Lakosainak száma 829 fő (2023. január 1.). Bultei Anela, Benetutti, Bono, Nughedu San Nicolò és Pattada községekkel határos.

## Népesség
A település népességének változása:
| Lakosok száma | 945  | 924  | 829  |
|               | 2017 | 2018 | 2023 |